# NGC 5422
NGC 5422 ist eine Linsenförmige Galaxie vom Hubble-Typ S0 im Sternbild Großer Bär. Sie ist schätzungsweise 87 Millionen Lichtjahre von der Milchstraße entfernt und hat einen Durchmesser von etwa 95.000 Lj.
Im selben Himmelsareal befinden sich u. a. die Galaxien NGC 5443, NGC 5451, NGC 5473, NGC 5475.
Das Objekt wurde am 14. April 1787 von dem Astronomen William Herschel mithilfe seines 18,7 Zoll-Spiegelteleskops entdeckt.